# Grand hôtel apocalypse
Grand hôtel apocalypse est un album de onze chansons de Daran sorti le 11 octobre 2024,.
Albums de Daran
Live à Montréal
| 1.  | Choisis                      | 3:53 |
| 2.  | Je voulais te dire           | 3:25 |
| 3.  | Je n'ai jamais vu personne   | 3:58 |
| 4.  | Tu fais semblant             | 3:20 |
| 5.  | Ton image partout            | 5:17 |
| 6.  | L'humain qui gêne            | 3:44 |
| 7.  | On me dit que tu es en ville | 3:38 |
| 8.  | Plus jamais nous             | 5:02 |
| 9.  | Dimanche soir                | 3:43 |
| 10. | Hôtel apocalypse             | 3:23 |
| 11. | En rêve                      | 4:49 |